# NGC 4271
NGC 4271 é uma galáxia elíptica (E-S0) localizada na direcção da constelação de Ursa Major. Possui uma declinação de +56° 44' 14" e uma ascensão recta de 12 horas, 19 minutos e 32,7 segundos.
A galáxia NGC 4271 foi descoberta em 17 de Abril de 1789 por William Herschel.